# Відповідність римських і грецьких богів

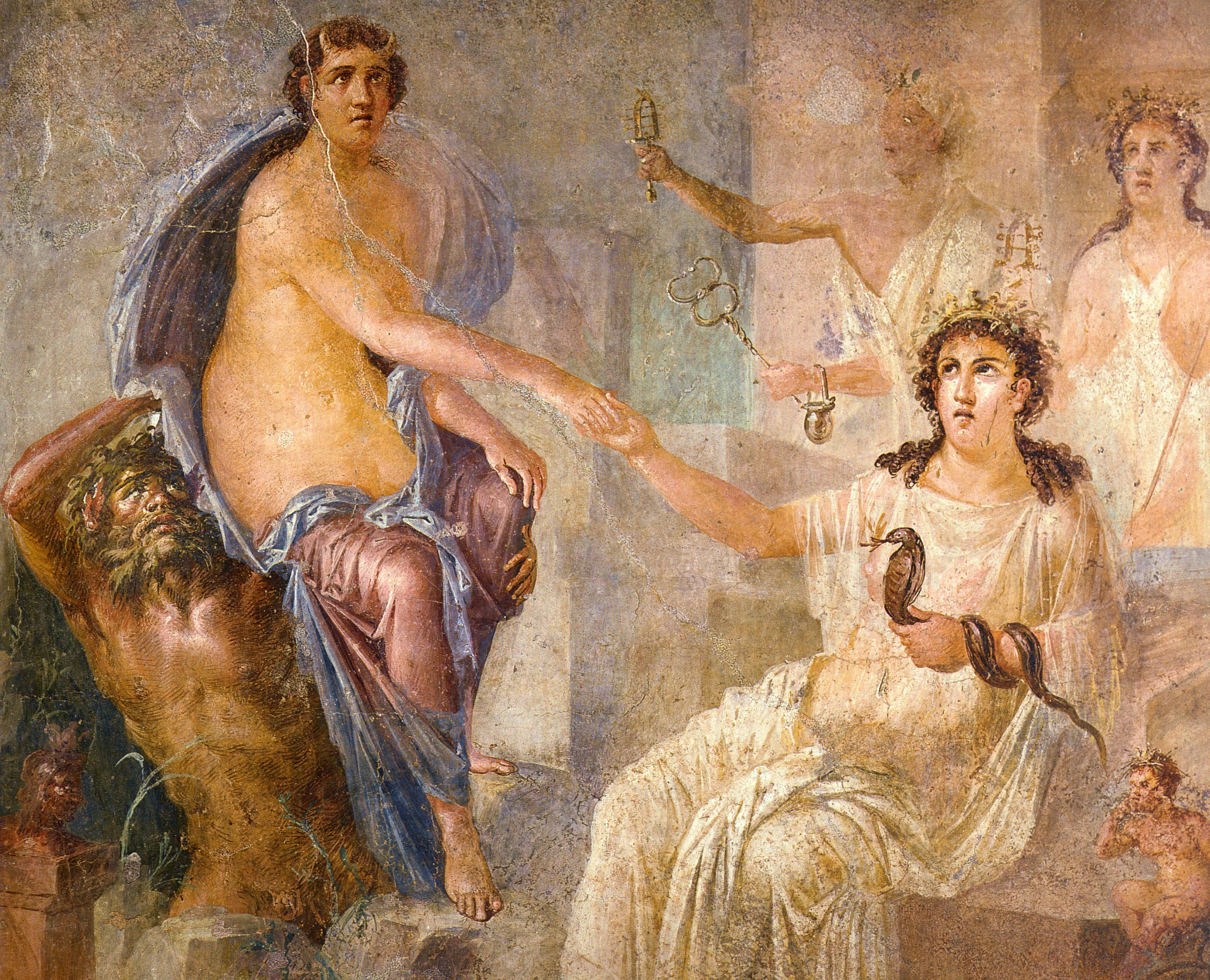
Римська фреска з Помпей. Єгипетська богиня Ісіда вітає грецьку героїню Іо в Єгипті

Відповідність римських і грецьких богів — список, що показує взаємозв'язок богів і міфічних героїв двох культур. Грецька цивілізація зробила великий вплив на формування римської міфології. На думку істориків, коріння римської міфології беруть початок з примітивних міфів, пов'язані з обожнюванням сил природи, сім'ї, походженням громади і міста. Вплив грецької міфології на римську позначилося пізніше і бере початок приблизно з V—IV століття до н. е. Сформований пантеон богів, велика література і культура міфотворчості неминуче впливала на представників римської цивілізації, які активно контактували з прилеглими грецькими колоніями.
Римський автор III століття до н. е. Лівій Андронік, який першим переклав на латину Одіссею, активно використовує в своїх текстах грецьких «романізованих» богів. Згодом в римський пантеон потрапили грецькі боги, аналогів яких не було у римлян: Ескулап, Аполлон. Це було проявом певної відкритості, терпимості і навіть критичного підходу до релігії. У стародавньому Римі легко приймали в пантеон інших божеств, намагаючись таким чином привернути на свою сторону як самих богів, так і народи, що їм вклонялися.
| Греція              | Опис                                                      | Рим                       |
| ------------------- | --------------------------------------------------------- | ------------------------- |
| Аїд, або Гадес      | бог царства мертвих                                       | Плутон, Орк, Диспатер     |
| Амфітріта           | дружина Посейдона (Нептуна)                               | Салакія                   |
| Аполлон             | бог світла і покровитель мистецтв, бог лікування          | Феб (Аполлон)             |
| Арес                | бог війни                                                 | Марс                      |
| Артеміда            | богиня полювання, лісів                                   | Діана                     |
| Асканій             | персонаж міфів (син Енея)                                 | Юл                        |
| Асклепій            | бог лікування                                             | Ескулап                   |
| Атлас, або Атлант   | титан, епонім океана і гір                                | Атлант                    |
| Афіна               | богиня мудрості та справедливої війни                     | Мінерва                   |
| Афродіта            | богиня любові і краси                                     | Венера                    |
| Борей               | бог північного вітру                                      | Аквілон                   |
| Геба                | богиня юності                                             | Ювента                    |
| Геката              | богиня місячного світла, магії, чаклунства                | Трівія                    |
| Геліос              | титан сонця                                               | Сол, Sol Invictus         |
| Гемера              | божество дня                                              | Дієс                      |
| Гера                | цариця богів, богиня сім'ї, сімейних уз, жінок            | Юнона                     |
| Геракл              | герой міфів, син Зевса (Юпітера)                          | Геркулес                  |
| Гермес              | вісник богів, покровитель мандрівників і торговців        | Меркурій                  |
| Геспер              | син Атланта або Астрея, божество вечірньої зорі (Венери)  | Веспер                    |
| Гестія              | богиня домашнього вогнища                                 | Веста                     |
| Гефест              | бог вогню і ковальського ремесла                          | Вулкан                    |
| Гея                 | богиня землі                                              | Теллус (Терра)            |
| Панацея             | богиня здоров'я                                           | Салюс                     |
| Гіменей             | божество шлюбу                                            | Таласіон                  |
| Гіпнос, Морфей      | Бог сну (сновидінь)                                       | Сомн                      |
| Деметра             | богиня полів і родючості                                  | Церера                    |
| Дідона              | персонаж міфів, засновниця Карфагена                      | Елісса                    |
| Діоніс,Вакх         | бог винограду і виноробства                               | Бахус, Лібер              |
| Зевс                | верховний бог, бог-громовержець                           | Юпітер                    |
| Зефір               | бог західного вітру                                       | Фавоній                   |
| Ілітія              | богиня пологів                                            | Люцина                    |
| Іпполіт             | герой, син Тесея                                          | Вірбій                    |
| Кібела              | богиня-володарка гір, лісів, звірів                       | Опа                       |
| Кора                | божество матері Землі                                     | Теллус                    |
| Кронос              | титан часу                                                | Сатурн                    |
| Лето                | титаніда (дочка Кея і Феби)                               | Латона                    |
| Лівія               | німфа, епонім Лівії, а також сама ця країна               | Лівія                     |
| Лісса               | божество божевілля                                        | Манія                     |
| Мегера, Немезида    | богиня помсти                                             | Фурії                     |
| Мойри               | богині людської долі                                      | Парки                     |
| Музи                | покровительки наук, поезії і мистецтв                     | Камени                    |
| Ніка, Нике          | богиня перемоги                                           | Вікторія                  |
| Нот                 | бог південного вітру                                      | Австр                     |
| Нюкта               | божество ночі                                             | Нокс                      |
| Одіссей             | герой, головна дійова особа «Одіссеї»                     | Улісс                     |
| Осса                | уособлення поголоски, вісниця Зевса                       | Фема                      |
| Пан                 | бог лісів, мисливців і пастухів, усієї природи, бог-сатир | Фавн                      |
| Персефона           | богиня родючості, дружина Аїда, дочка Деметри             | Прозерпіна, Карне, Фуррин |
| Пістіс              | богиня вірності клятві                                    | Фідес                     |
| Плутос              | бог багатства                                             | Плутон                    |
| Полідевк            | герой, один з Діоскурів, брат-близнюк Кастора             | Поллукс                   |
| Понт (міфологія)    | бог-уособлення Моря, найперший водний бог                 | Понтус                    |
| Посейдон            | бог морів, коней і землетрусів                            | Нептун                    |
| Рея                 | титаніда, мати богів                                      | Опс (Опа)                 |
| Селена              | титаніда місяця                                           | Діана                     |
| Семела              | мати Діоніса                                              | Стимула або Лібера        |
| Силен               | божества лісів                                            | Сільван                   |
| Танатос             | бог смерті                                                | Морс                      |
| Тартар              | бог Зла, дух Пекла і Руйнування, батько гігантів          | Тартаррус                 |
| Тихе, Тюхе, Тиха    | богиня випадку та долі                                    | Фортуна                   |
| Уран                | бог неба, батько титанів, батько Сатурна (Кроноса)        | Целум                     |
| Феміда              | богиня правосуддя                                         | Юстиция, Еквітас          |
| Фосфор              | божество ранкової зірки (Венери)                          | Люцифер                   |
| Харити              | богині краси і вишуканості                                | Грації                    |
| Хлорида, або Хлорис | богиня квітів                                             | Флора                     |
| Евр                 | бог східного вітру                                        | Вольтурн                  |
| Еніо                | богиня шаленої війни                                      | Беллона                   |
| Еос                 | богиня ранкової зорі                                      | Аврора                    |
| Ерида               | богиня чвар та розбрату                                   | Дискордія                 |
| Ереб, Скотос        | уособлення мороку                                         | Еребус                    |
| Еринії              | богині помсти                                             | Фурії                     |
| Ерот, Ерос          | божество кохання                                          | Амур, Купідон             |
| Ехо                 | німфа                                                     | Мута, Такіта              |

## Міжкультурні відповідники
| Грецькі             | Римські                              | Етруські                           | Єгипетські        | Фінікійські    | Зороастрійські | Кельтські                                                     | Функції |
| ------------------- | ------------------------------------ | ---------------------------------- | ----------------- | -------------- | -------------- | ------------------------------------------------------------- | --- |
| Ахіллес             | Ахіллес                              | Achle                              |                   |                |                |                                                               | hero |
| Адоніс              | Адоніс                               | Atunis                             | Осіріс            | Тамуз (Adōn)   |                |                                                               | agriculture; resurrection |
| Амфітріта           | Салакія                              |                                    | Хатмехіт          |                |                |                                                               | sea goddess |
| Вітри               | Venti                                |                                    |                   |                | Vayu-Vata      |                                                               | winds |
| Афродіта            | Венера                               | Turan (Apru)                       | Хатхор / Ісіда    | Астарта        | Анаїта         |                                                               | beauty; sex; love |
| Аполлон             | Аполлон                              | Apulu                              | Гор               | Решеф          | Mithra         | Беленус / Maponos / Borvo / Grannus                           | light; prophecy; healing; plagues; archery; music; poets |
| Арес                | Марс                                 | Ларан                              | Онуріс            |                | Веретрагна     | Toutatis / Nodens / Neton                                     | war |
| Артеміда            | Діана                                | Artume                             | Баст              | Kotharat       | Drvaspa        |                                                               | hunting, the hunt; wilderness, wild animals; virginity, childbirth; Diana: lit. heavenly or divine                                                                               |
| Асклепій            | Асклепій / Вейовіс                   | Veiove                             | Імхотеп           | Ешмун          |                |                                                               | healing |
| Афіна               | Мінерва                              | Menrva                             | Нейт / Ісіда      | Анат           | Анаїта         | Sulis / Belisama / Senuna / Coventina / Icovellauna / Sequana | wisdom; war strategy; the arts and crafts; weaving |
| Атлант              | Атлант                               | Aril                               | Шу                |                |                |                                                               | holder of the celestial spheres |
| Атропа              | Морта                                | Leinth                             |                   |                |                |                                                               | Atropos: lit. inflexible; death |
| Борей               | Аквілон                              | Andas                              |                   |                |                |                                                               | North Wind or Devouring One |
| Діоскури (Dioscuri) | Діоскури (Gemini)                    | Castur and Pultuce (Tinas cliniar) |                   |                |                |                                                               | twins |
| Харити              | Graces                               |                                    |                   |                |                |                                                               | grace; splendor; festivity; charity |
| Харон               | Харон                                | Charun                             | Акен перевізник   |                |                |                                                               | fierce, flashing, feverish gaze (eyes) |
| Chloris             | Флора                                |                                    |                   |                |                |                                                               | Chloris: lit. greenish-yellow, pale green, pale, pallid, fresh; Flora: lit. flower                                                                                               |
| Клото               | Нона                                 |                                    |                   |                |                |                                                               | spinning; thread |
| Кронос              | Сатурн                               | Сатре                              | Хнум              | Ель            |                |                                                               | Time, generation, dissolution, agriculture |
| Кібела              | Magna Mater                          |                                    |                   |                |                |                                                               | Magna Mater: lit. Great Mother |
| Деметра             | Керера                               | Zerene                             | Ісіда             |                | Ashi           |                                                               | grains, agricultural fertility; Demeter: lit. Earth Mother |
| Діоніс              | Лібер / Бахус                        | Фуфлунс                            | Осіріс            |                |                | Цернуннос                                                     | wine and winemaking; revelry; ecstasy; Liber: lit. the free one |
| Еніо                | Беллона                              | Enie                               | Сехмет            |                |                |                                                               | war |
| Еос                 | Аврора / Матута                      | Thesan                             | Тефнут            |                |                |                                                               | dawn |
| Еринії              | Dirae                                |                                    |                   |                |                |                                                               | Furies |
| Ерида               | Discordia                            | Eris                               | Анат              | Шахар          |                |                                                               | strife |
| Ерос                | Амур                                 | Erus                               |                   |                |                |                                                               | sexual love |
| Евтерпа             | Евтерпа                              | Euturpa / Euterpe                  |                   |                |                |                                                               | "she who delights"; muse of music (especially flute music) and song; later, also of lyric poetry                                                                                 |
| Евр                 | Вольтурн                             |                                    |                   |                |                |                                                               | East Wind |
| Гея                 | Теллус                               | Cel                                | Ґеб               |                | Zam            |                                                               | the earth |
| Аїд                 | Dis Pater / Плутон / Орк             | Айта                               | Анубіс / Осіріс   | Мот            | Анхра-Майнью   |                                                               | the underworld. Hades: lit. the unseen |
| Геба                | Ювента                               |                                    | Renpet            |                |                |                                                               | youth |
| Геката              | Діана                                |                                    | Хекат             |                |                | Матрони                                                       | will; Hecate: trans. she who has power far off |
| Геліос              | Sol Invictus / Сол                   | Usil                               | Ra                | Шамаш (Utu)    | Mithra         |                                                               | sun |
| Гефест              | Вулкан                               | Sethlans                           | Птах              | Котар-ва-Хасіс | Atar           | Gobannos                                                      | metalwork, forges; fire, lava |
| Гера                | Юнона                                | Уні                                | Мут / Хатхор      |                | Armaiti        |                                                               | marriage, family |
| Геракл              | Геркулес                             | Hercle                             | Херішеф           | Мелькарт       | Рустам         | Ogmios                                                        | Heracles: lit. glory/fame of Hera |
| Гермес              | Меркурій                             | Турмс                              | Анубіс, Тот       | Taautus        | Шамаш          | Lugus / Viducus                                               | transitions; boundaries; thieves; travelers; commerce; Hermes: poss. "interpreter"; Mercurius: related to Latin "merx" (merchandise), "mercari" (to trade), and "merces" (wages) |
| Геспер              | Веспер                               |                                    |                   |                |                |                                                               | evening, supper, evening star, west |
| Гестія              | Веста                                |                                    | Анукет            |                |                |                                                               | hearth, fireplace, domesticity |
| Гігіея              | Салюс                                |                                    |                   |                |                | Sirona                                                        | health; cleanliness |
| Ілітія              | Люцина                               | Ilithiia                           | Таурт             |                |                |                                                               | childbirth, midwifery |
| Ейрена              | Пакс                                 |                                    |                   | Шалем          |                |                                                               | peace |
| Ірида               | Arcus / Iris                         |                                    | Нут               |                |                |                                                               | rainbow |
|                     | Янус                                 | Culsans                            |                   |                |                |                                                               | beginnings; transitions; motion; doorways |
| Лахесіс             | Децима                               |                                    |                   |                |                |                                                               | Lachesis: lit. disposer of lots; luck |
| Лето                | Латона                               | Letun                              |                   |                |                |                                                               | Demureness; mothers |
| Мая                 | Мая                                  |                                    |                   |                |                | Rosmerta                                                      | growth |
| Мойри               | Fates або Парки                      |                                    |                   |                |                |                                                               | Apportioners |
| Музи                | Камени                               |                                    |                   |                |                |                                                               | Music; inspiration |
| Немезида            | Invidia                              |                                    |                   |                |                |                                                               | "retribution" |
| Ніка                | Вікторія                             | Meanpe                             |                   |                |                | Bodua / Brigantia / Nemetona                                  | victory |
| Нот                 | Auster                               |                                    |                   |                |                |                                                               | South Wind |
| Одіссей             | Уліс                                 | Uthste                             |                   |                |                |                                                               | hero |
| Мелікерт            | Портун                               |                                    |                   |                |                |                                                               | keys, doors; ports, harbors |
| Пан                 | Фавн                                 |                                    | Мін               |                |                |                                                               | nature, the wild |
| Персефона           | Прозерпіна                           | Persipnei                          |                   |                |                |                                                               | poss. "to emerge" |
| Фаон                | Фаон                                 | Phaun / Faun / Phamu               |                   |                |                |                                                               | mortal boatman given youth and beauty by Aphrodite |
| Феме                | Fama                                 |                                    |                   |                |                |                                                               | fame; rumor |
| Phosphoros          | Люцифер                              |                                    |                   | Астар          |                |                                                               | lit. light bearer |
| Посейдон            | Нептун                               | Nethuns                            |                   | Ям             | Apam Napat     |                                                               | sea; water; horses; earthquakes |
| Пріап               | Mutunus Tutunus                      |                                    |                   |                |                |                                                               | fertility; livestock; gardens; male genitalia |
| Прометей            | Прометей                             | Prumathe                           |                   |                |                |                                                               | forethought |
| Рея                 | Опс / Magna Mater (see Cybele above) |                                    | Нут               | Ашера          |                |                                                               | Rhea: lit. flowing. Ops: lit. wealth, abundance, resources. |
| Селена              | Луна                                 | Лосна                              | Ісіда, Тот, Хонсу | Яріх           | Mah            |                                                               | moon |
| Селена              | Луна                                 | Tiur                               | Ісіда, Тот, Хонсу | Яріх           | Mah            |                                                               | moon |
| Сілен               | Сільван                              | Сельванс                           |                   |                |                | Sucellus                                                      | Silvanus: lit. of the woods |
| Талло               |                                      | Thalna                             |                   |                |                |                                                               | blossoms |
| Танатос             | Mors                                 | Leinth                             | Анубіс            | Мот            |                |                                                               | death |
| Танатос             | Mors                                 | Charun                             | Анубіс            | Мот            |                |                                                               | death |
| Феміда              | Юстиція                              |                                    | Маат              |                |                |                                                               | law of nature |
| Тихе                | Фортуна                              | Норція                             |                   | Gad            |                |                                                               | luck, fortune |
| Тифон               | Тифон                                |                                    | Сет / Апеп        |                |                |                                                               | "whirlwinds, storms, chaos, darkness" |
| Уран                | Целус                                |                                    | Нут               | Ель            | Asman          |                                                               | sky, heavens |
|                     | Вертумн                              | Вольтумна                          |                   | Ваал           |                |                                                               | the seasons; change |
| Зефір               | Favonius                             |                                    |                   |                |                |                                                               | West Wind; Favonius: lit. favorable |
| Зевс                | Юпітер                               | Тінія                              | Амон              | Баал-Хадад     | Агура Мазда    | Тараніс                                                       | weather, storms, lightning, Sky Father |